# شهرستان چهاردره
شهرستان چهاردره یا شهرستان شاردارا (به قزاقی: Шардара ауданы، شاردارا اۋدانى) یک شهرستان در قزاقستان است که در استان ترکستان واقع شده‌است.

## خصوصیات
شهرستان چهاردره ۷۸٬۵۵۴ نفر جمعیت دارد.